# WORST OF MUCC
『WORST OF MUCC』(ワースト・オブ・ムック)はムックの2枚目のベスト・アルバム。2007年6月6日発売。発売元はユニバーサルミュージック。

## 概要
- 『BEST OF MUCC』と対になる形で発売され、こちらは初回盤と通常盤で収録内容に違いはない。初回プレスのみスリーブケース仕様。
- 主にインディーズ時代の楽曲をリマスタリング・リミックスして収録している(一部は再録)。
- アートワークはインディーズ時代にムックの作品を手がけていたスタッフが携わっている。

## 収録曲
編曲はすべてミヤが担当。
1. アカ
（詞・曲：雅）
  - シングル「アカ」、ミニアルバム『アンティーク』に収録。本作のために新たにミックスされたものが収録。
2. 絶望
（詞・曲：ミヤ）
  - アルバム『葬ラ謳』に収録。
3. 茫然自失
（詞：ミヤ/曲：石岡）
  - アルバム『是空』に収録。本作のために新たにミックスされたものが収録。
4. 儚くとも
（詞・曲：逹瑯）
  - シングル「我、在ルベキ場所」のカップリング曲。本作のために新たにミックスされ、シングルでは終りに楽器隊の即興演奏みたいなものがあったが、今作ではカットされている。
5. 翼を下さい
（詞：TATTOO/曲：雅）
  - ミニアルバム『哀愁』に収録。本作のために新たにミックスされたものが収録。
6. 夜
（詞：逹瑯/曲：YUKKE）
  - アルバム『痛絶』に収録。本作のために新たにミックスされたものが収録。
7. スイミン
（詞・曲：ミヤ）
  - シングル「赤盤」に収録されたシングルバージョンを本作のために新たにミックスされたものが収録。
8. 家路
（詞：逹瑯/曲：逹瑯、SATOち、ミヤ）
  - シングル「青盤」に収録。本作のために新たにミックスされたものが収録。
9. あやとり
（詞・曲：雅）
  - ミニアルバム『哀愁』に収録。本作のために新たにミックスされたものが収録。
10. 前へ
（詞：逹瑯/曲：SATOち）
  - アルバム『葬ラ謳』に収録。本作のために新たにミックスされたものが収録。
11. 蘭鋳
（詞：逹瑯/曲：ミヤ）
  - アルバム『是空』に収録。是空では10秒ほど最初に無音があったが、本作ではカットされている。
12. ジレンマ
（詞・曲：雅）
  - ミニアルバム『哀愁』に収録。本作のために新たにレコーディングされたものが収録。
13. 断絶
（詞・曲：ミヤ）
  - アルバム『痛絶』に収録。本作のために新たにレコーディングされたものが収録。1分ほど長くなっている。
14. 試験管ベイビー（レアトラックス）
（作詞：逹瑯/作曲：石神井）
  - アルバム『是空』に収録された「嘆き鳥と道化人」の歌詞違いバージョン。同アルバム発売時から存在していて、当時のライブでも何度か披露されている。
15. 娼婦 DEMO（レアトラックス）
（詞：逹瑯/曲：ミヤ）